# Tannat

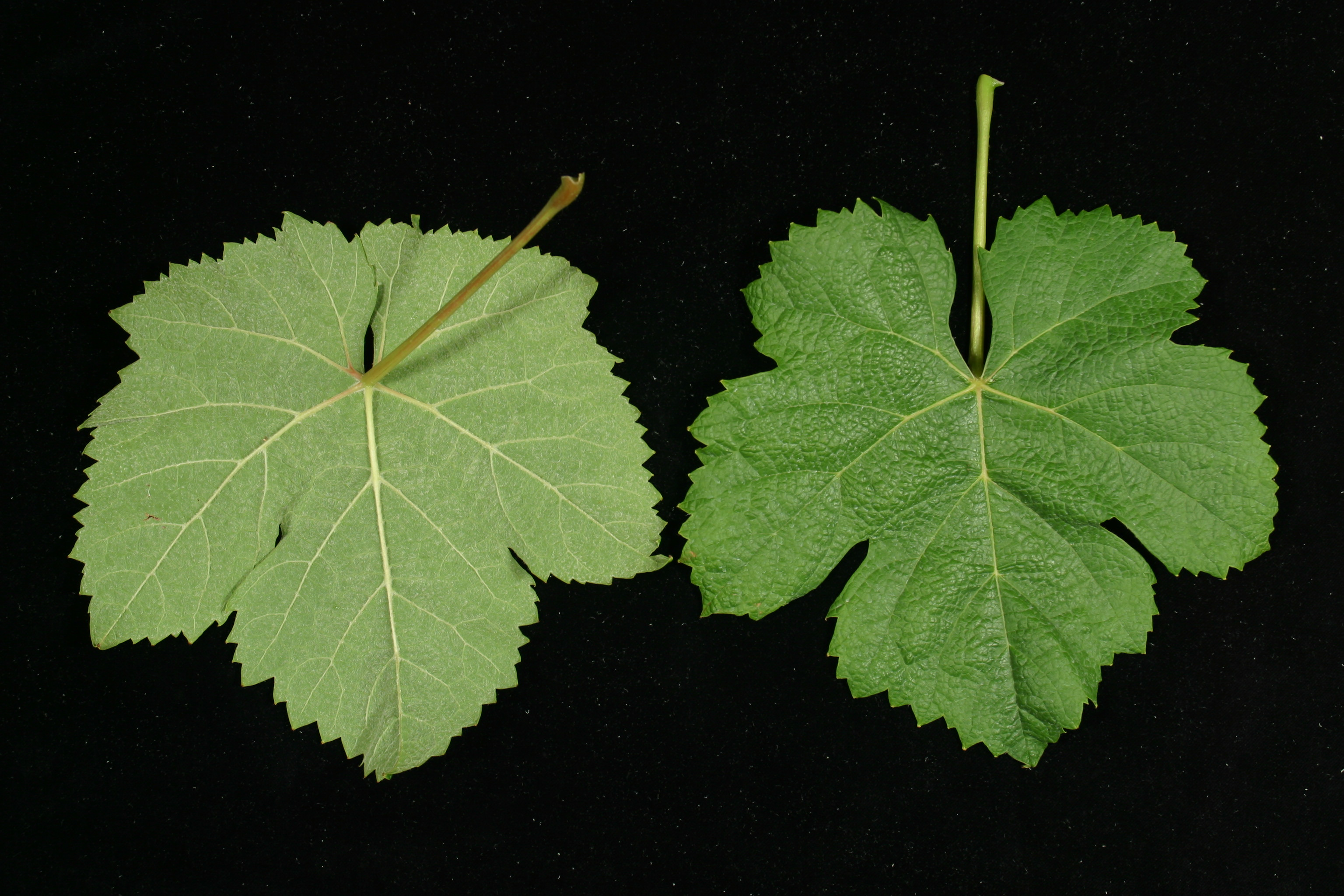
Ein Blatt der Rebsorte Tannat (Ober- und Unterseite)

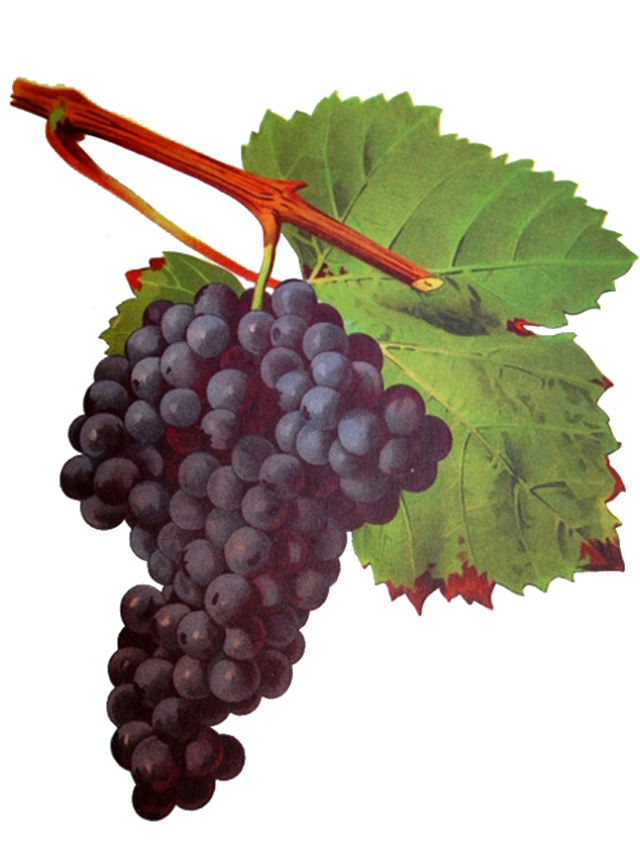
Tannat aus Viala et Vermorel

Tannat ist eine Rotweinsorte, die einen sehr tanninreichen, farbintensiven, kräftigen Wein ergibt. Durch die hohe Konzentration an Tanninen weist reinsortiger junger Tannatwein eine starke Adstringenz auf, deren Abbau eine lange (etwa 20 Monate) Flaschenreife erfordert.

## Herkunft, Abstammung
Das Ursprungsgebiet der Rebe liegt wahrscheinlich in den Pyrenäen in Frankreich. Sie wurde erstmals im Jahre 1783 in Madiran unter dem Namen Tannat im wahrscheinlichen Ursprungsgebiet Département Hautes-Pyrénées erwähnt.
Nach DNA-Analysen besteht möglicherweise eine Eltern-Nachkommen-Beziehung mit der Sorte Manseng Noir, sowie verwandtschaftliche Beziehungen zu den Sorten Baroque, Courbu Blanc, Lauzet und Petit Courbu.
Es gibt auch eine hellbeerige Spielart namens Tannat Gris.

## Ampelografische Merkmale
- Die Triebspitzen sind stark weißwollig behaart und rötlich umrandet.
- Junge Blätter sind blasig und bronziert.
- Erwachsene Blätter sind mittelgroß, keilförmig, blasig und sehr gewellt. Die Unterseite ist schwach wollig behaart, dreilappig und die obere Seitenbucht mitteltief eingebuchtet. Die Stielbucht ist leicht offen bis überlappend. Der Stielansatz ist rot gefärbt. Im Herbst färben sich die Blätter rot.
- Die Trauben sind zylindrisch, geschultert und kompakt. Die Beeren sind rund, mittelgroß und schwarzblau gefärbt. Die Beerenhaut ist dick und reich an Farbstoffen, Das Fruchtfleisch ist saftig und sehr gerbstoffbetont.[2]

Reife: spät

## Ertrag
Die Sorte ist sehr ertragreich.

## Eigenschaften
Die Sorte treibt spät aus und ist deswegen kaum spätfrostgefährdet. Der Rebstock ist sehr starkwüchsig. Aus diesem Grund werden schwachwüchsige Unterlagensorten empfohlen. Die Blüte ist empfindlich, gegen Peronospora, Botrytis und Schwarzfleckenkrankheit besteht eine mittlere Empfindlichkeit. Höhere Anfälligkeit besteht gegen Oidium, Traubenwickler und Milben.

## Wein
Der Wein ist sehr fruchtig, aromatisch (nach Himbeeren), kontrastreich, tanninreich (so auch der Name) und häufig säurebetont. Um eine Abrundung der Gerbstoffe zu erreichen, ist eine lange Lagerung im Holzfass notwendig. Häufig wird der Wein auch mit anderen Sorten (Cabernet Sauvignon, Cabernet Franc) verschnitten, um mehr Komplexität bei milderen Sorten zu erreichen. Der Wein ist durch den hohen Tanningehalt auch sehr gut haltbar.
Der Tannat gilt seit der Veröffentlichung der Forschungsergebnisse von Roger Corder in der Wissenschaftszeitschrift Nature als „gesündester“ Rotwein überhaupt. Die Sorte liefert bei traditioneller Verarbeitung (die praktisch nur in den beiden kleinen Anbaugebieten Département Gers und Nuoro in Frankreich bzw. auf Sardinien gepflegt wird) die hauptwirksamen Bestandteile Procyanidin bzw. Resveratrol, Quercetin, Epicatechin und OPCs. Das klassische Keltern (Gärung mit Schalen und Kernen von drei bis vier Wochen) erbringt dabei die höchsten Werte an Procyanidinen, die sich als vorbeugend bei Herz- und Kreislauferkrankungen sowie als Radikalfänger erwiesen haben. Wegen des hohen natürlichen Gehalts verbunden mit der restlosen Extraktion enthält dieser Wein gut viermal so viel Resveratrol wie alle anderen getesteten Rotweine – insbesondere auch die meist nur sehr kurz gekelterten Tannat-Weine aus Uruguay. Seit der Veröffentlichung gilt der Wein aus der Sorte Tannat als „gesündester Rotwein“. Hervorzuheben sind außerdem Weine wie z. B. Pinot Noir, Cabernet Sauvignon und Merlot.

## Verbreitung
Weltweit gab es 2016 eine Anbaufläche von 5.611 Hektar.
| Land                 | Rebfläche ha |
| -------------------- | ------------ |
| Frankreich           | 2.513        |
| Uruguay              | 1.725        |
| Argentinien          | 837          |
| USA                  | 247          |
| Südafrika            | 114          |
| Brasilien            | 109          |
| Australien           | 30           |
| Italien              | 15           |
| Portugal             | 10           |
| Chile                | 7            |
| Neuseeland           | 2            |
| Ungarn               | 1            |
| Weltanbaufläche 2016 | 5.611        |

### Frankreich
Das Hauptanbaugebiet liegt im französischen Südwesten, wo er in der AOC Madiran (fast) reinsortig gekeltert wird und einen kräftigen Rotwein ergibt. Im Gebiet Cahors wird er mit der dort vorherrschenden Sorte Malbec verschnitten, um den Weinen mehr Rückgrat zu geben. Weitere Anbaugebiete sind Tursan, Côtes de Saint-Mont, Irouléguy in den Pyrenäen, Côtes du Brulhois (ein Gebiet im Norden der Gascogne) und Béarn.

### Andere Länder
Weitere Anbauflächen gibt es primär in Uruguay; daneben auch in Argentinien, Brasilien, USA, Südafrika, Australien, Italien, Portugal, Chile, Neuseeland und Ungarn.
In Amerika wird Tannat oft reinsortig gekeltert, aber auch gerne mit Merlot, Cabernet Sauvignon oder Cabernet Franc verschnitten, um die Weine weicher und früher marktfähig zu machen. Anbaugebiet ist vor allem Uruguay, wo er auch den Namen Harriague nach dem Begründer des Anbaus, dem baskischen Frankreichauswanderer Don Pascual Harriague trägt. Hauptsächlich wird der Wein jedoch unter dem Namen „Tannat“ vermarktet. Die Tannat-Weinbauregionen in Uruguay sind Canelones, Montevideo, San José und Maldonado.

## Synonyme
Die Rebsorte ist unter 14 weiteren Synonymen bekannt: Bordelais Noir, Bordelez Beltza, Bordeleza Belcha, Harriague, Madiran, Madiron, Mouston, Moustron, Moustrou, Moustroun, Tanat, Tannat Gris, Tannat Noir Femelle, Tannat Noir Male.